# Трансгресія (геологія)

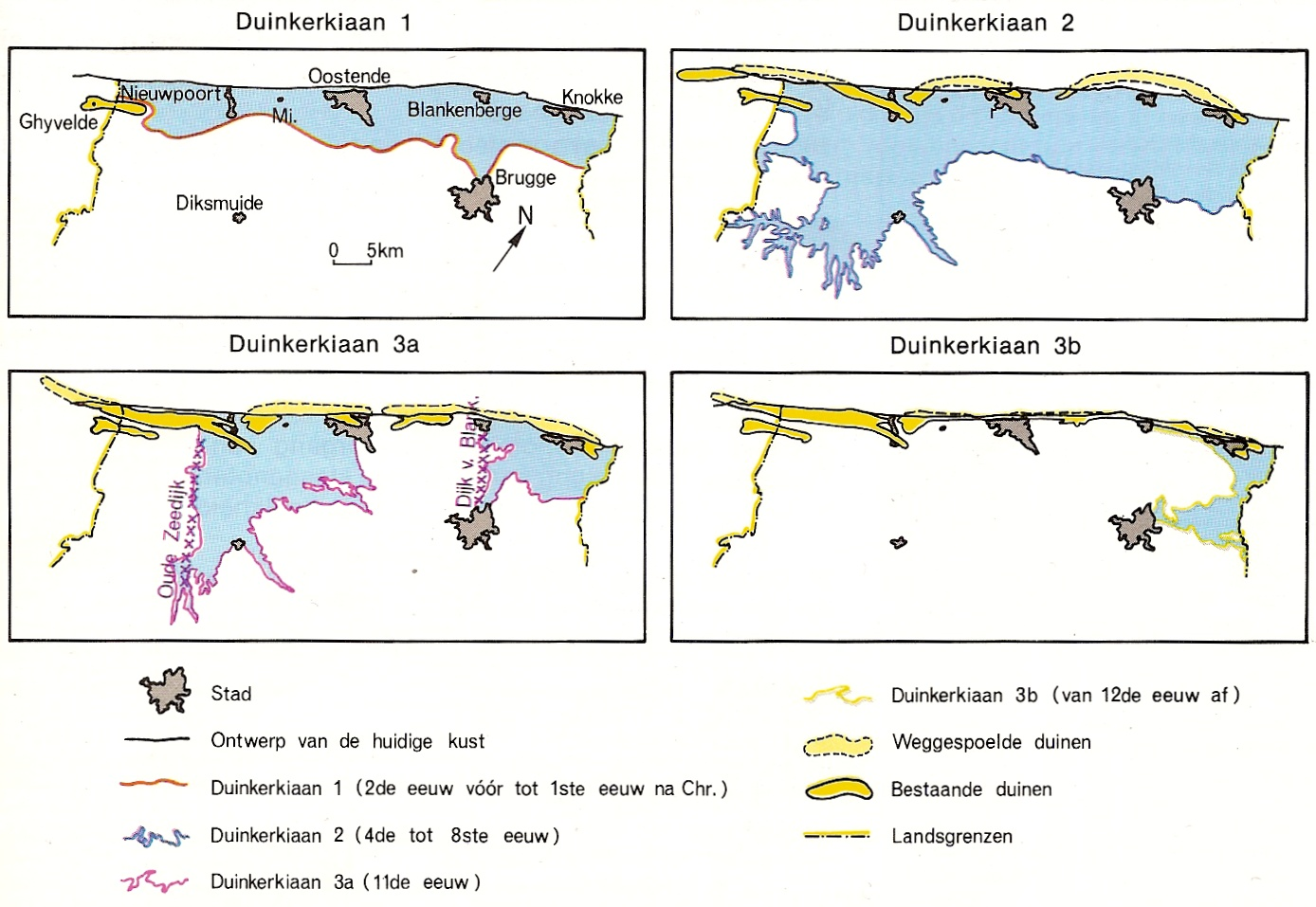
Трансгресія біля берегів Бельгії.

Морська трансгресія — геологічна подія, за якої рівень моря відносно землі підвищується, і берегова смуга зміщується в напрямку вищих місць, в результаті затоплення. 

## Загальний опис
Трансгресія може бути в результаті опускання суходолу, підняття океанічного дна або збільшення обсягу води в океанічному басейні. Трансгресії і регресії можуть бути викликані тектонічними явищами, такими як орогенез, серйозні кліматичні зміни, льодовиковий період або ізостатичний рух після танення льодовика.
Протягом крейдового періоду спрединг створив порівняно неглибокий Атлантичний басейн за рахунок більш глибокого Тихоокеанського басейну. Це призвело до зниження об'єму світового океану і до підвищення рівня моря в усьому світі. В результаті такого підвищення рівня моря океани затопили повністю всю центральну частину Північної Америки і створили Західний Внутрішній морський басейн від Мексиканської затоки до Північного Льодовитого океану.
На противагу трансгресії регресією називають процес, при якому рівень моря знижується відносно суходолу і займає колишнє морське дно. Протягом плейстоценових льодовикових періодів, велика кількість води була виключена з океанів і зберігалася на суходолі у вигляді цілорічних льодовиків, через що океан регресував на 120 м, звільнивши сухопутний міст — Берингію між Аляскою і Азією.

## Характеристика фацій
Зміна фацій осадових порід є свідченням трансгресій і регресій і найчастіше легко визначається, через особливі умови, необхідні для створення кожного типу відкладень. Наприклад, грубозернисті уламкові гірські породи, як пісок, як правило, залишаються на узбережжі; дрібнозернисті відкладення, такі, як мул і карбонатні грязі, осаджуються далі від берега, на глибині. 
Таким чином, трансгресія виявляється в осадових колонках, коли є перехід від прибережних фацій (як, наприклад, пісковик) до глибоководних (як, наприклад, мергель), від найстаріших до наймолодших порід. Регресія матиме протилежний вигляд, глибоководні фації змінюється на прибережні . Регресія не настільки файно представлена в пластах), а їх верхні шари нерідко відзначені ерозійною невідповідністю.
Це обидва ідеалізованих сценарії, а в практиці трансгресія або регресія можуть бути більш складнішими.

## Історичні трансгресії
- Монастирська трансгресія
- Мілаццька трансгресія
- Сицилійська трансгресія
- Тірренська трансгресія
- Хозарська трансгресія